# تين بدومي
تين بدومي (الاسم العلمي:Ficus beddomei) هو نوع من النباتات يتبع جنس التين من الفصيلة التوتية.